# أدرينه توماس
أدرينه توماس Adrienne Thomas (الاسم المستعار لهيرتا أدرينه شتراوخ) (ولدت في 24 يونيو 1897 في سانت أفولد – وماتت في 7 نوفمبر 1980 في فيينا) هي كاتبة ألمانية.

## حياتها
تنحدر أدرينه توماس من أصل يهودي ونشأت ثنائية اللغة في سانت أفولد وميتس في لوترينجن. كان والدها يدير متجرا صغيرا. ارتحلت مع عائلتها إلى برلين أثناء الحرب العالمية الثانية، وتطوعت في سن السابعة عشرة لتكون ممرضة في الصليب الأحمر.وبعد دراسة للغناء والتمثيل، كتبت روايتها الأولى وهي مستوحاة من الحرب بعنوان «كاترين تصبح جندي» عام 1930, والتي كانت سببا في شهرتها الواسعة وترجمت إلى 16 لغة.
منعت كتبها أثناء العهد النازي. فهاجرت عام 1933 إلى سويسرا ثم إلى فرنسا ثم إلى النمسا، لكن بعد ضمها إلى ألمانيا عام 1938 هاجرت منها إلى دول أوروبية أخرى. ثم نجحت في الهروب إلى الولايات المتحدة. تزوجت في عام 1941 في المهجر من يوليوس دويْتش، وعادت معه إلى فيينا عام 1947. وقد وضعت تجاربها المهجرية في روايات «استعدي للسفر يا آنسة» عام 1944 و«نافذة على إيست ريفر» عام 1945.